# Calling All Hearts
Calling All Hearts è il quarto album discografico in studio della cantante statunitense Keyshia Cole, pubblicato nel 2010.

## Tracce
1. I Ain't Thru (featuring Nicki Minaj) – 3:59 (Keyshia Cole, R. Gonzalez,
Onika Maraj)
2. Long Way Down – 3:59 (Cole, E. Ortiz, K. Crowe, S. Jordan)
3. Tired of Doing Me (featuring Tank) – 3:30 (Cole, M. Nathaniel Qahhaar, F. Taylor,  D. Babbs, J. Franklin, R. Newt, J. Valentine, K. Stephens)
4. If I Fall in Love Again (featuring Faith Evans) – 3:29 (Cole, W. Dillon, M. Myers, O. Harvey, C. Wallace, B. Bacharach, H. David)
5. So Impossible – 4:35 (Cole, J. Harris III, T. Lewis, C. Carter)
6. Sometimes – 3:47 (Cole, J. Graham, D. Hendrickson, R. Harrigan)
7. Take Me Away – 3:47 (Cole, Teray Jones, I. Gotti)
8. What You Do to Me – 4:19 (Cole, Santana)
9. Last Hangover (featuring Timbaland) – 4:18 (Cole, T. Mosely, J. Harmon, C. Nelson, T. Clayton, J. Beanz)
10. Thank You (featuring Dr. Yvonne Cole) – 3:28 (Cole, E. Clement, K. Clement)
11. Better Me – 3:56 (Diane Warren)